# STU-I

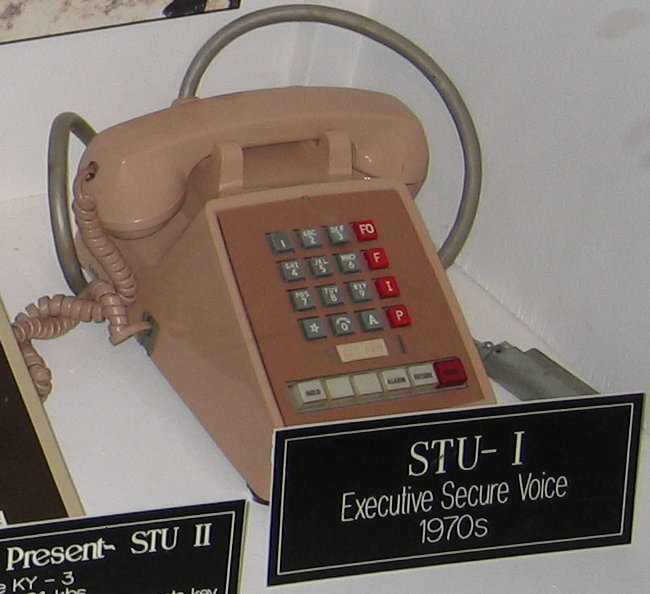
STU-I Tisch-Einheit. Die Elektronik war in einem separaten Schrank untergebracht.

Das STU-I – wie seine Nachfolger manchmal als stew phone (Eintopf-Telefon) bezeichnet – war ein Telefon für verschlüsselte Gespräche, welches von der National Security Agency für die Nutzung durch hochrangige US-Regierungsbeamte in den 1970er Jahren entwickelt wurde.

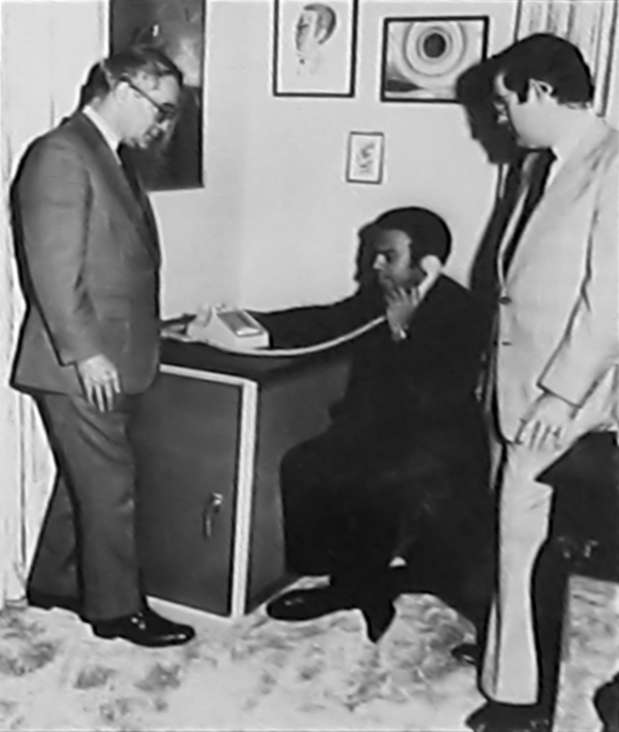
STU-I Schrank mit Tischeinheit auf der Oberseite. Die telefonierende Person ist U.N. Botschafter Andrew Young.